# Warsaw Spartans
I Warsaw Spartans sono stati una squadra di football americano di Varsavia, in Polonia. Aperti nel 2007 come Otwock Hornets, cambiarono nome l'anno successivo; si sono fusi nel 2013 con i Królewscy Warszawa per fondare i Warsaw Sharks. Hanno vinto due titoli di secondo livello.

## Dettaglio stagioni

### Amichevoli
| Stagione | Vin | Par | Per | Tot | PF | PS | avversaria      |
| -------- | --- | --- | --- | --- | -- | -- | --------------- |
| 2010     | 0   | 0   | 1   | 1   | 8  | 15 | Prague Mustangs |
| Totale   | 0   | 0   | 1   | 1   | 8  | 15 |                 |

### Tornei nazionali

#### Campionato

##### Topliga
| Stagione | regular season | regular season | regular season | regular season | regular season | regular season | playoff | playoff | playoff | playoff | playoff | playoff   | playoff    |
|          | Vin            | Par            | Per            | Tot            | PF             | PS             | Vin     | Per     | Tot     | PF      | PS      | risultato | avversaria |
| -------- | -------------- | -------------- | -------------- | -------------- | -------------- | -------------- | ------- | ------- | ------- | ------- | ------- | --------- | ---------- |
| 2013     | 0              | 0              | 10             | 10             | 20             | 533            | -       | -       | -       | -       | -       | -         | -          |
| Totale   | 0              | 0              | 10             | 10             | 20             | 533            | -       | -       | -       | -       | -       |           |            |

Fonti: Enciclopedia del Football - A cura di Roberto Mezzetti

##### PLFA II (secondo livello)/PLFA I
| Stagione | regular season | regular season | regular season | regular season | regular season | regular season | playoff | playoff | playoff | playoff | playoff | playoff   | playoff                |
|          | Vin            | Par            | Per            | Tot            | PF             | PS             | Vin     | Per     | Tot     | PF      | PS      | risultato | avversaria             |
| -------- | -------------- | -------------- | -------------- | -------------- | -------------- | -------------- | ------- | ------- | ------- | ------- | ------- | --------- | ---------------------- |
| 2008     | 2              | 0              | 4              | 6              | 90             | 198            | -       | -       | -       | -       | -       | -         | -                      |
| 2009     | 4              | 0              | 2              | 6              | 186            | 59             | 0       | 1       | 1       | 7       | 27      | Wild Card | Zagłębie Steelers      |
| 2010     | 5              | 0              | 1              | 6              | 106            | 70             | 0       | 1       | 1       | 18      | 22      | Wild Card | Fireballs Wielkopolska |
| 2011     | 6              | 0              | 0              | 6              | 259            | 38             | 2       | 0       | 2       | 18      | 8       | Campioni  | Mustangs Płock         |
| 2012     | 4              | 0              | 2              | 6              | 99             | 81             | 2       | 0       | 2       | 24      | 6       | Campioni  | Lowlanders Białystok   |
| Totale   | 21             | 0              | 9              | 30             | 740            | 446            | 4       | 2       | 6       | 67      | 63      |           |                        |

Fonti: Enciclopedia del Football - A cura di Roberto Mezzetti

##### PLFA II (terzo livello)
| Stagione | regular season | regular season | regular season | regular season | regular season | regular season | playoff | playoff | playoff | playoff | playoff | playoff   | playoff    |
|          | Vin            | Par            | Per            | Tot            | PF             | PS             | Vin     | Per     | Tot     | PF      | PS      | risultato | avversaria |
| -------- | -------------- | -------------- | -------------- | -------------- | -------------- | -------------- | ------- | ------- | ------- | ------- | ------- | --------- | ---------- |
| 2013     | 1              | 0              | 5              | 6              | 30             | 163            | -       | -       | -       | -       | -       | -         | -          |
| Totale   | 1              | 0              | 5              | 6              | 30             | 163            | -       | -       | -       | -       | -       |           |            |

Fonti: Enciclopedia del Football - A cura di Roberto Mezzetti

##### PLFA8
| Stagione | regular season | regular season | regular season | regular season | regular season | regular season | playoff | playoff | playoff | playoff | playoff | playoff      | playoff          |
|          | Vin            | Par            | Per            | Tot            | PF             | PS             | Vin     | Per     | Tot     | PF      | PS      | risultato    | avversaria       |
| -------- | -------------- | -------------- | -------------- | -------------- | -------------- | -------------- | ------- | ------- | ------- | ------- | ------- | ------------ | ---------------- |
| 2012     | 2              | 0              | 1              | 3              | 28             | 38             | 0       | 2       | 2       | 22      | 76      | Quarto posto | Silesia Re"B"els |
| Totale   | 2              | 0              | 1              | 3              | 28             | 38             | 0       | 2       | 2       | 22      | 76      |              |                  |

Fonti: Enciclopedia del Football - A cura di Roberto Mezzetti

#### Campionati giovanili

##### PLFAJ
| Stagione | regular season | regular season | regular season | regular season | regular season | regular season | playoff | playoff | playoff | playoff | playoff | playoff   | playoff    |
|          | Vin            | Par            | Per            | Tot            | PF             | PS             | Vin     | Per     | Tot     | PF      | PS      | risultato | avversaria |
| -------- | -------------- | -------------- | -------------- | -------------- | -------------- | -------------- | ------- | ------- | ------- | ------- | ------- | --------- | ---------- |
| 2013     | 0              | 0              | 4              | 4              | 18             | 122            | -       | -       | -       | -       | -       | -         | -          |
| Totale   | 0              | 0              | 4              | 4              | 18             | 122            | -       | -       | -       | -       | -       |           |            |

Fonti: Enciclopedia del Football - A cura di Roberto Mezzetti

### Riepilogo fasi finali disputate
| Anno              | Luogo    | Evento  | Fase del torneo      | Incontro                                 | Risultato |
| 26 settembre 2009 | Będzin   | PLFA II | Wild Card            | Zagłębie Steelers - Warsaw Spartans      | 27 - 7    |
| 4 settembre 2010  | Varsavia | PLFA II | Wild Card            | Warsaw Spartans - Fireballs Wielkopolska | 18 - 22   |
| 18 settembre 2011 | Varsavia | PLFA II | Finale               | Warsaw Spartans - Mustangs Płock         | 11 - 8    |
| 4 agosto 2012     | Varsavia | PLFA I  | Finale               | Warsaw Spartans - Lowlanders Białystok   | 7 - 6     |
| 7 ottobre 2012    | Varsavia | PLFA8   | Finale 3º - 4º posto | Silesia Re"B"els - Warsaw Spartans       | 34 - 22   |

## Palmarès
- 2 PLFA I[3] (2011, 2012)